# Castell de Peníscola
Castell de Peníscola är ett slott i Spanien som ligger i provinsen Província de Castelló, i regionen Valencia, i den östra delen av landet, 300 km öster om huvudstaden Madrid. Castell de Peníscola ligger 1 meter över havet.
Terrängen runt Castell de Peníscola är kuperad västerut, men platt norrut. I sydost ligger havet.  Närmaste större samhälle är Vinaròs, 13,6 km norr om Castell de Peníscola. 